# Paulo Azevedo
Paulo Cezar Vassallo de Azevedo (Nova Friburgo, 11 de novembro de 1938 - Nova Friburgo, 12 de janeiro de 2011) foi um advogado e político brasileiro. Exerceu o cargo de prefeito do município de Nova Friburgo em 1989 a 1992, e 1997 a 2000, renunciando a seis meses do término do primeiro mandato. Morreu soterrado em seu sítio no desastre na Região Serrana do Estado do Rio de Janeiro em janeiro de 2011.

## Carreira política
Filho de operários da Fábrica de Rendas Arp, sediada na cidade, “Paulinho”, como é conhecido, deu seus primeiros passos na vida pública como Secretário Geral de Governo na administração do finado ex-prefeito de Nova Friburgo e ex-Deputado Federal, Amâncio Mário de Azevedo, seu tio. Este período, como muitos dizem, foi a fase embrionária do bipartidarismo entre Paulo Azevedo e o ex-prefeito e engenheiro Heródoto Bento de Mello, ainda presente na história política de Nova Friburgo, em face das disputas entre os dois políticos, remanescente das disputas políticas entre Amâncio Azevedo e o engenheiro, que dividiam a cidade.
Paulo Azevedo se candidatou a primeira vez ao cargo de prefeito do município, no começo dos anos 80, mas perdeu as eleições para seu adversário histórico, Heródoto Bento de Mello, que governou a cidade durante seis anos. Nesse período, Paulo Azevedo exerceu a advocacia e formou dentro do PMDB friburguense, seu grupo político que lhe daria sustentação para as eleições de 1989.

## Primeiro mandato
Em 1988, Paulo Azevedo foi eleito prefeito da cidade Nova Friburgo, derrotando o advogado Olavo Leite, apoiado por Heródoto. Com um discurso potente e com o fogo da eloqüência, sua característica marcante, saiu-se vitorioso numa época que as eleições friburguenses se polarizavam em duas forças. Cativou o povo bradando em praça pública que seu histórico adversário governava para as classes burguesas da cidade, que foi injustiçado ao longo dos anos por seus adversários por ser filho de operário e que queria uma chance para sua contribuição aos destinos da cidade, com progresso e desenvolvimento. Esta fase, no entanto, foi à consagração do “Azevedismo” na política friburguense. O povo ficava fascinado com aquela figura carismática que adentrava os lares com a sua célebre frase “Meus amigos, minhas amigas e minhas queridas crianças”.
O seu primeiro mandato foi preciso segundo ele “transformar 40 anos em 4”, dando ênfase em saúde, educação e desenvolvimento. Melhorou o saneamento básico do município, a política preventiva de saúde, com a implantação de unidades básicas de saúde em áreas carentes, construiu 84 salas de aula e reformou 84 escolas, inaugurando o Centro Municipal de Educação e Saúde Padre Rafael no bairro Cordoeira, que possibilitou atendimento médico e odontológico a 600 alunos em dois turnos, modernizou a estrutura administrativa de governo com a renovação da frota de veículos da prefeitura, deu início ao processo de modernização do Hospital Municipal Raul Sertã construindo o novo centro administrativo, a Central de Tratamento de Urgência – CTU, bem como a Unidade Coronariana, construiu as Usinas de Reciclagem do Lixo e a Usina de Asfalto. Sua grande obra daquele mandato foi à construção da Avenida Perimetral dos bairros de Olaria e Cônego, os mais populosos da cidade, inaugurando a Via Expressa no mês de aniversário da cidade com a presença de aproximadamente 20.000 pessoas que assistiram o Desfile Nacional de Fantasias, transmitido pela extinta Rede Manchete de Televisão. Criou a famosa “Festa da Cerveja”, no mês de comemoração do aniversário da cidade, classificada à época pelos especialistas em turismo, como a segunda maior festa da cerveja do país, só perdendo para tradicional Oktoberfest da cidade de Blumenau – SC, em parceria com a Cerveja Kaiser que patrocinou o evento até 1996 com o nome de “Friburgo Kaiser Festival”. Essas ações de governo eram custeadas por recursos do próprio orçamento do município em parceria com o setor privado.

## Campanha eleitoral de 1992
Faltando seis meses para o término do seu primeiro mandato iniciado em 1989, Paulo Azevedo e seu vice-prefeito, Nelci da Silva, renunciaram aos mandatos, surpreendendo a classe política da cidade. Em seu lugar, assumiu o vereador Jorge Muniz da Silva, à época presidente da Câmara Municipal da cidade. Paulo, na condição de advogado, entendia ser cabível a renúncia do prefeito e do vice nos seis meses anteriores ao pleito eleitoral, conforme disposto na antiga redação do artigo 14, parágrafo 7° da Constituição da República, para concorrerem novamente com o registro da chapa invertido. Nelci da Silva disputou as eleições de 1992 como prefeito e Paulo Azevedo como vice-prefeito. Jorge Muniz conduziu a prefeitura sob a acusação dos adversários de que estaria usando a máquina administrativa para fortalecer a candidatura de Paulo Azevedo e Nelci da Silva no presente pleito. Essas eleições foram disputadas nas urnas e nos tribunais entre os “Azevedistas” e os adversários, conduzidos por Heródoto Bento de Mello, que também se candidatou ao cargo pelo extinto PFL atual Democratas, transformando-se numa guerra de liminares e acusações de ambas as partes envolvidas nos programas do Horário Eleitoral Gratuito de rádio e TV.
Não obstante aos pedidos de impugnações ao registro de candidatura e as Ações de Investigação Judicial Eleitoral ora ajuizadas e o clima de guerra do processo eleitoral daquela época, Nelci da Silva sagrou-se vencedor daquelas eleições totalizando dez mil votos de diferença do 2° colocado, Heródoto Bento de Mello, acirrando ainda mais o revanchismo político bipartidarista entre Paulo Azevedo e Heródoto que estava longe do fim.

## O mandato de Nelci da Silva e a cassação
Com a pendência dos Recursos Especiais Eleitorais interpostos por seus adversários ao Tribunal Superior Eleitoral, Nelci da Silva tomou posse como prefeito em janeiro de 1993. Buscou seguir a mesma filosofia da administração, Paulo Azevedo, nomeando-o para exercer o cargo de Secretário Geral de Governo, uma vez que não podia assumir o cargo de vice-prefeito, em virtude da cassação da liminar pelo Supremo Tribunal Federal que mantinha sua candidatura. Esta gestão, no entanto, recebeu o slogan de “Governo da Continuidade” e foi muito conturbada em face de protestos dos adversários que lançaram um movimento intitulado “Movimento pela Ética na Política de Nova Friburgo”, que bombardeava o governo com inserções nas rádios e nas emissoras de TV´s locais, explicando ao povo as Ações Judiciais contra os “Azevedistas”. O governo, por sua vez, comprava informes publicitários na mídia para contra-atacar o movimento, chegando a produzir uma inserção com todas as realizações da administração com o título “Deixem o Governo Trabalhar”, acirrando os ânimos entre os “Azevedistas” e “Herodotistas”. Essa continuidade foi interrompida com o desfecho final deste histórico caso do Direito Eleitoral com o resultado definitivo prolatado Tribunal Superior Eleitoral, cassando no final de 1994 o mandato de prefeito de Nelci da Silva e declarando a inelegibilidade dos dois políticos pelo prazo de três anos, assumindo então, Heródoto Bento de Mello e Gilberto Salarini, respectivamente, segundo colocados nas eleições de 1992.

## Segundo mandato
Em 1996, decorrido o período de três anos da pena de inelegibilidade imposta pela Justiça Eleitoral, Paulo Azevedo se candidatou novamente ao cargo de Prefeito e foi eleito com uma excelente votação. A sua campanha foi pautada pelo discurso de que há mais de 20 anos sofria perseguições políticas e pessoais dos seus adversários, classificando como injustiça os processos judiciais que culminaram com a sua cassação, pugnando pelo restabelecimento da democracia na cidade. O povo e os seus correligionários ficaram comovidos e foram para as ruas junto com o candidato. O advogado e ex-Deputado Estadual Fernando Pinto, apoiado supostamente por Heródoto Bento de Mello foi o 2° colocado eDra. Maria da Saudade Medeiros Braga (Dra. Saudade), obteve a terceira colocação.
Seus adversários inconformados com a derrota por mais de trinta mil votos buscaram novamente a modificação do resultado das eleições pelos tribunais, tentando retirar novamente seu mandato conquistado através do voto popular, interpondo Recurso Contra a Expedição do diploma no Tribunal Regional Eleitoral do Rio de Janeiro, sustentando que a inelegibilidade imputada a Paulo em 1992 deveria se contada a partir do trânsito em julgado da Ação Judicial que declarou sua inelegibilidade e não a partir dos fatos delituosos como entendia os advogados de Paulo Azevedo.
O Tribunal negou provimento ao Recurso interposto pelos adversários e com a maioria na Câmara de Vereadores, Paulo Azevedo tentou retomar aquele estilo de governo que o consagrou no início da década de 90, com obras de impacto junto aos menos favorecidos, calçamento de ruas, educação e saúde de qualidade e busca de incentivo da iniciativa privada. No entanto, prejudicado pela falta de estrutura da Prefeitura (carência de servidores e sucateamento da frota de veículos), pelo endividamento público, queda na arrecadação de tributos e crise do plano real que assolava o país naquele período e pelas conseqüências da enchente de 1996 que arrasou a cidade no Natal, os dois anos do segundo mandato foram pífios frustrando as expectativas da população, gerando as primeiras insatisfações com o seu segundo governo.
Sabendo das insatisfações e com a popularidade em declínio, Paulo Azevedo tentou reverter o quadro terceirizando serviços públicos de coleta de lixo e de iluminação pública, investindo na reforma de escolas, construção de salas de aula, calcamentos de rua e construção de galerias de águas pluviais e nos eventos da cidade, resgatando o modelo tradicional da “Festa da Cerveja” comemorada no aniversário da cidade, criando o Festival de Inverno no Nova Friburgo Country Clube e a exposição rural de Conselheiro Paulino (“Friburgo Rural Fest”).
Dentre as terceirizações, só a dos serviços de coleta de lixo foram bem aceitas pela população. Com a insatisfação crescente ao seu governo, não obstante a inauguração dos dois shoppings da cidade em sua gestão, uma medida que contribuiu para o seu desgaste político foi a instituição da taxa de manutenção dos pontos de iluminação pública, muito bem explorada pelos seus adversários e derrubada pela Justiça. No entanto, a oposição começou a criar fatos para desestabilizá-lo politicamente, a respeito da tarifa de ônibus cobrada pela Friburgo Auto Ônibus Ltda. – FAOL, à época de R$ 1, 10, classificando a como uma das mais caras do Brasil, a perda para o município vizinho de Cachoeiras de Macacu da construção da nova fábrica da Cerveja Schincariol e o fechamento de uma fábrica de bebidas na cidade. Esses discursos foram potentes e arrasaram com o então “Paulinho”, liderança inquestionável e mito na política do interior do Estado do Rio de Janeiro, como classificava os seus antigos correligionários. Com as crescentes criticas, uma vez que estava perdendo significativo apoio popular, Paulo Azevedo recuou e cometeu muitos erros políticos, se distanciando do povo e do palácio Barão de Nova Friburgo, lançando o nome de Nelci da Silva, sem fôlego, para concorrer a Deputado Estadual em 1998, confiando em secretários e assessores que não renderam o esperado, conduzindo a mão de ferro o PMDB, minando o surgimento de novas lideranças políticas dentro do partido.
Com a popularidade em baixa e enfrentando muitas vaias públicas (Seus seguidores se orgulhavam ao dizer que Paulo Azevedo era um político que raramente levava vaias e era venerado pelo povo). O ápice de sua impopularidade no segundo mandato se deu com o processo de concessão do serviço de água e esgoto da cidade em 1999. Seus adversários e o Ministério Público questionaram na Justiça a legalidade da concessão, travando uma guerra de liminares. Panfletos contra Paulo Azevedo eram distribuídos nas ruas da cidade contra seu governo, reforçando todos os pontos de desgaste da administração. Nessa época, surgiu um boato folclórico na cidade na qual o piloto Emerson Fittipaldi afirmou no programa do Jô Soares que o Prefeito de Friburgo tinha uma casa maior que a dele em Miami nos EUA, causando perplexidade a muitos friburguenses. A Prefeitura enviou uma carta à produção do programa e o apresentador desmentiu no ar o mal entendido afirmando que jamais fora abordado tal assunto.
As liminares que impediam a realização da concessão foram derrubadas e Paulo Azevedo enfim homologou a licitação e assinou o contrato de concessão com um grupo estrangeiro que ganhou a concorrência, criando a Concessionária de Águas e Esgotos de Nova Friburgo – CAENF. O governo passou todo aquele mês na televisão explicando a concessão que garantiria a despoluição do Rio Bengalas a ser iniciada em 2005 junto com a realização de um plano de revitalização da cidade em troca do dinheiro da outorga, com obras de infra-estrutura em todo o município. Essas explicações, no entanto, não surtiram efeito e as criticas eram constantes e partiam não só dos seus opositores, mas de alguns setores da sociedade civil. O susto! 1000% de reajuste no valor da tarifa de água até a instalação do hidrômetro. Esse reajuste, no entanto, gerou uma revolta coletiva jamais vista contra um prefeito na história da cidade, com realização de protestos de associações de moradores e manifestações na Câmara de Vereadores de Friburgo exigindo-se dos edis uma providência contra os reajustes abusivos. Os vereadores participavam das sessões sob escolta policial para evitar eventuais danos à integridade física, diante dos inúmeros protestos ora realizados.
A imprensa contra o governo se aproveitava do momento de fragilidade e fazia matérias jornalísticas reforçando os pontos fracos do seu segundo mandato (Reajuste das passagens de ônibus, Taxa de Iluminação Pública, Queixas no serviço de atendimento nos Postos de Saúde e no Hospital Raul Sertã, Aumento das tarifas pela CAENF, Taxa do Ar, defeito técnico numa alusão ao ar que ficava nos canos de água que ligavam o hidrômetro aumentando o consumo e etc.). O ponto culminante da rejeição ocorreu num gigantesco ato público com Trio Elétrico organizado pelos adversários. Neste ato participaram todos os políticos que faziam oposição, setores de associações de moradores, diretórios acadêmicos e grêmios estudantis e sindicatos. O ato público em princípio organizado para protestar contra o reajuste da água, transformou-se em ato de execração pública a Paulo Azevedo.
Muito desgastado, Paulo Azevedo tentou sem êxito aumentar seus índices de popularidade ao editar um decreto para frear o reajuste no valor das tarifas. Essa medida não surtiu efeito e o fantasma da derrota nas eleições em 2000, rondava o PMDB. Dentre as medidas tomadas por Paulinho em beneficio de suas queridas criancas, foi o projeto “Disney Nota Dez” que levava crianças a Disneylândia nos EUA. Como ele tinha um carinho particular pelas "MINHAS QUERIDAS CRIANCAS", frase conhecida pelo povo friburguense, Paulo quis realizar o sonho de criancas que não teriam condicao de conhecer a Disney. Vindo de familia humilde ele quis dar essa oportunidade para aqueles que nem sonhavam com essa possibilidade. Mas ao mesmo tempo Paulinho fez com que os alunos de escolas públicas estudassem mais, consequentemente aumentando suas notas, assim merecendo realizar esse sonho.
Com a retomada das obras as vésperas do pleito eleitoral daquele ano, Paulo Azevedo cometeu mais um erro político “abrindo” todo o bairro de Olaria, maior colégio eleitoral da cidade, para construir as galerias pluviais do projeto de revitalização. Seus adversários iam para o bairro e diziam ao povo que tudo aquilo era uma obra para as eleições. Os comerciantes se queixavam que a obra causava prejuízos as suas vendas. Diante do quadro irreversível de rejeição nas alturas ao prefeito Paulo Azevedo, Dra. Saudade Braga, uma médica friburguense (Saudade nasceu em Natal - RN), ganha a eleição. E Paulo Azevedo mesmo explorando todos os pontos do seu governo, não teve tempo hábil para recuperar o cargo e concertar os erros cometidos melhorando sua amada cidade.

## A saída do PMDB e a disputa eleitoral em 2004 e 2006
Em setembro de 2003, Paulo Azevedo pede desfiliação do PMDB, partido que foi presidente de honra, por divergências internas com membros da executiva municipal e ingressa no extinto PFL, atual Democratas, curiosamente partido político de Heródoto Bento de Mello, seu maior adversário. O engenheiro Heródoto ingressa nos quadros do PSDB junto com os demais filiados adversários históricos do ex-peemedebista. Disputa as eleições municipais friburguenses de 2004 e fica novamente na terceira colocação, obtendo 16.459 votos.
Nas eleições gerais de 2006, Paulo Azevedo tem seu nome referendado para disputar uma cadeira de Deputado Federal pelo PFL, mas sofreu um pedido de impugnação formal de sua candidatura ajuizado pelo Ministério Público Eleitoral e teve seu registro cassado pela Justiça Eleitoral em face de inelegibilidade em virtude de condenações em oito processos no âmbito do Tribunal de Contas do Estado do Rio de Janeiro.

## Apoio a Heródoto em 2008
Sabendo que não teria chances para as eleições de 2008, Paulo decide por dar um apoio discreto ao candidato da coligação "Inova Friburgo", o engenheiro Dr. Heródoto Bento de Mello (PSC), que vence o deputado estadual Olney Botelho (PDT). Muitos dos ex-correligionários de Paulo são então nomeados para ocuparem cargos na nova administração municipal.

## Atuação nas eleições de 2010
Candidatando-se ao cargo de deputado estadual pelo Partido Republicano Progressista - PRP, Paulo não se elegeu e obteve 6.722 votos dentro do município de Nova Friburgo, o que corresponde a 6,46% dos votos válidos.